# Viana do Alentejo
Viana do Alentejo és un municipi portuguès, situat al districte d'Évora, a la regió d'Alentejo i a la subregió de l'Alentejo Central. L'any 2004 tenia 5.639 habitants. Limita al nord amb Montemor-o-Novo, al nord-est amb Évora, a l'est amb Portel, al sud-est amb Cuba, al sud amb Alvito i al sud-oest i oest amb Alcácer do Sal.

## Població
| Població del concelho de Viana do Alentejo (1801 – 2004) | Població del concelho de Viana do Alentejo (1801 – 2004) | Població del concelho de Viana do Alentejo (1801 – 2004) | Població del concelho de Viana do Alentejo (1801 – 2004) | Població del concelho de Viana do Alentejo (1801 – 2004) | Població del concelho de Viana do Alentejo (1801 – 2004) | Població del concelho de Viana do Alentejo (1801 – 2004) | Població del concelho de Viana do Alentejo (1801 – 2004) | Població del concelho de Viana do Alentejo (1801 – 2004) |
| -------------------------------------------------------- | -------------------------------------------------------- | -------------------------------------------------------- | -------------------------------------------------------- | -------------------------------------------------------- | -------------------------------------------------------- | -------------------------------------------------------- | -------------------------------------------------------- | -------------------------------------------------------- |
| 1801                                                     | 1849                                                     | 1900                                                     | 1930                                                     | 1960                                                     | 1981                                                     | 1991                                                     | 2001                                                     | 2004                                                     |
| 1298                                                     | 3493                                                     | 5065                                                     | 7814                                                     | 9237                                                     | 6188                                                     | 5720                                                     | 5615                                                     | 5639                                                     |

## Freguesies
- Aguiar
- Alcáçovas
- Viana do Alentejo

## Galeria

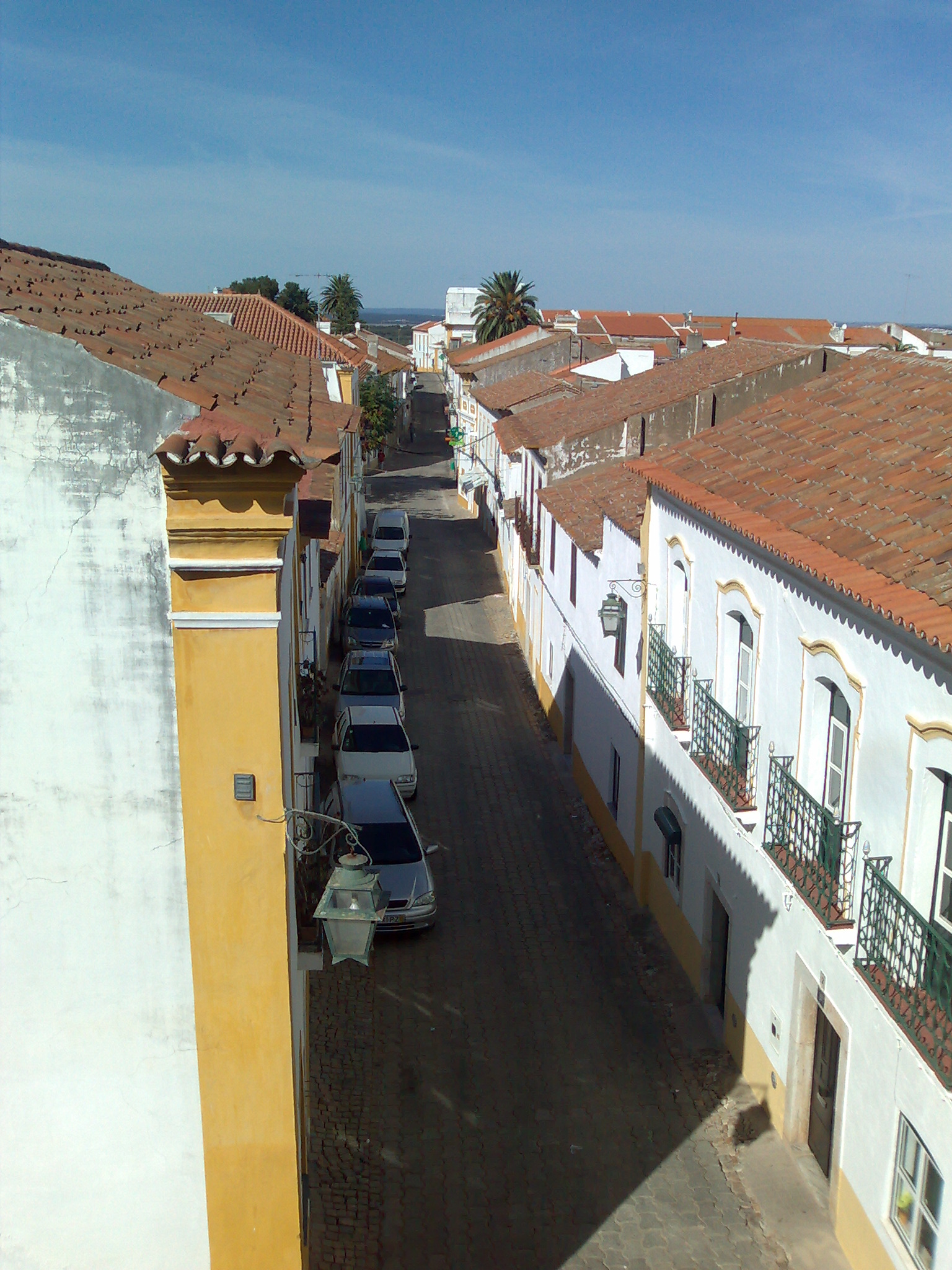
Carrer davant del castell
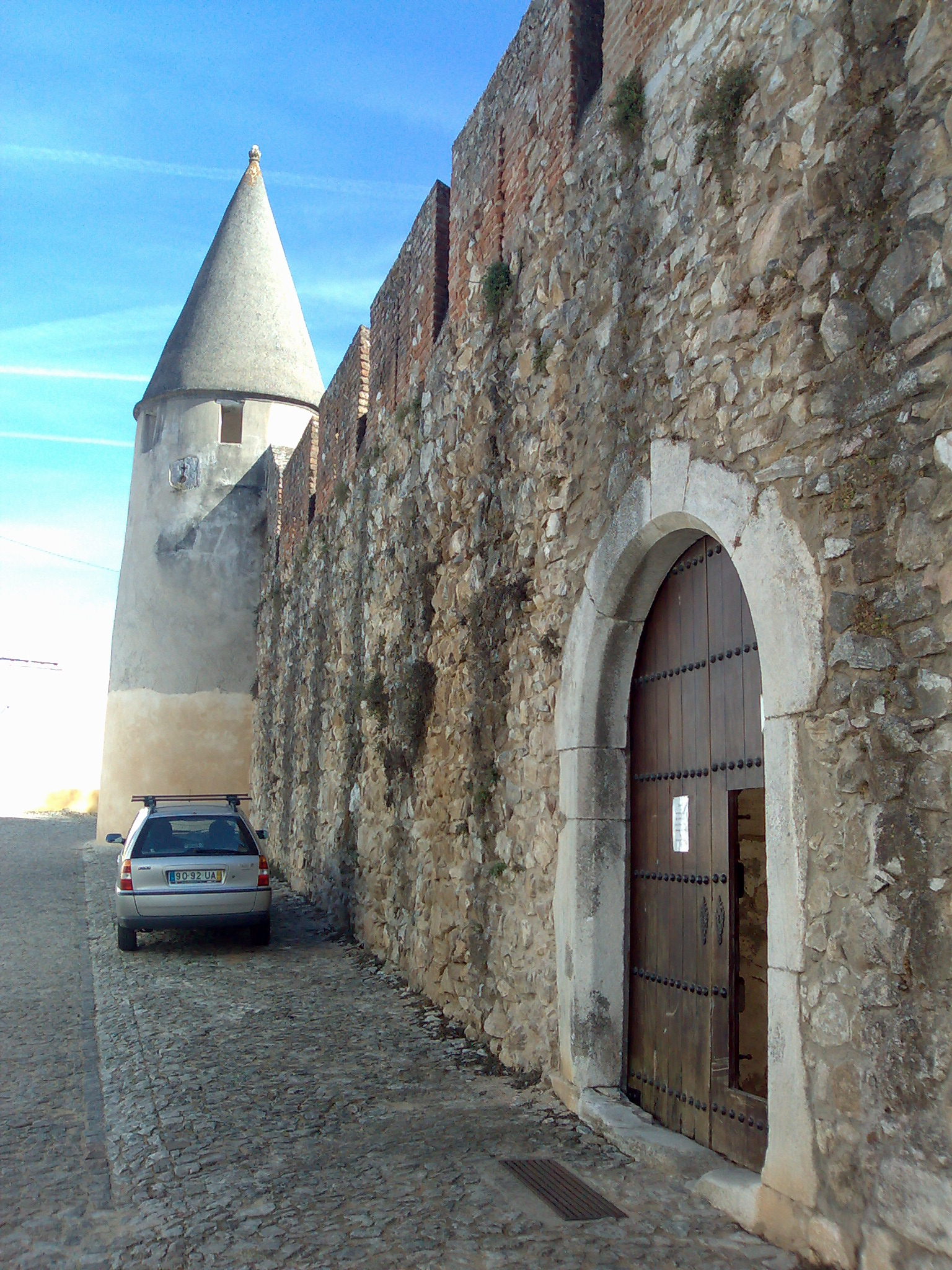
Junt al castell